# Monica Dacon
Dame Monica Jessie Dacon, nata Sheen (4 giugno 1934), è una politica sanvincentina, governatrice generale di Saint Vincent e Grenadine dal 3 giugno al 2 settembre 2002.

## Biografia
Nata il 4 giugno 1934, si è laureata presso l'Università delle Indie occidentali. Diventata insegnante, ha lavorato alla St. Vincent Girls High School (liceo femminile di St. Vincent), per poi trasferirsi a Trinidad e Tobago. Tornata a Saint Vincent, ha insegnato presso la St. Vincent Teachers' Training College.

### Carriera politica
Nominata vicegovernatrice nel 2001 da Charles Antrobus, è divenuta governatrice generale ad interim in seguito alla morte di quest'ultimo, avvenuta il 3 giugno 2002. È rimasta in carica fino alla nomina del nuovo governatore, Frederick Ballantyne, il 2 settembre dello stesso anno.